# آاگ بی.۳
آاگ بی.۳ (به انگلیسی: AEG B.III) یک هواگرد ساختِ کارخانهٔ آاگ در کشور آلمان است. این هواگرد برای نخستین بار در ۱۹۱۵ میلادی مورد استفاده قرار گرفت.